# Francisco Hernández Spínola
Francisco Hernández Spínola, né le 12 novembre 1957 à Arrecife, est un fonctionnaire et homme politique espagnol membre du Parti socialiste ouvrier espagnol (PSOE).

## Biographie

### Origines et vie privée
Né à Arrecife sur l'île de Lanzarote au sein d'une fratrie de neuf enfants, Francisco Hernández Spínola est le fils de Pedro Hernández Cerdeña, enseignant et fondateur du club de football Orientación Marítima, né le 14 novembre 1914 et mort le 25 novembre 2017. La famille de sa mère, Dolores Spínola, est issue de la vieille bourgeoisie de l'île.
Marié, il est père de trois filles. Il réside sur l'île de Tenerife.

### Carrière administrative dans l'ombre de Saavedra
Il réalise des études de droit à l'université de La Laguna dont il ressort diplômé d'une licence. Il est reçu au concours de la fonction publique et intègre le Corps supérieur des administrateurs de la communauté autonome des Canaries.
Il commence sa carrière en tant que secrétaire général de la Junte des Canaries, organisme d'autogouvernement constitué en décembre 1982 et devant guider la communauté autonome jusqu'à l'autonomie pleine l'année suivante. Il occupe ensuite les fonctions de secrétaire général de la présidence du gouvernement des Canaries entre 1983 et 1985, entre 1986 et 1987, démissionnant de lui-même, puis entre 1991 et 1993, sous les première et troisième législatures du Parlement des Canaries et la présidence du socialiste Jerónimo Saavedra,,,. De 1985 à 1986, il occupe les fonctions de secrétaire général technique du département de la Présidence du gouvernement des Canaries. De 1990 à 1991, il travaille comme chef de service au sein du bureau budgétaire de la présidence du gouvernement canarien.
Lorsque Saavedra est nommé ministre des Administrations publiques en juillet 1993 dans le dernier gouvernement de Felipe González, celui-ci nomme Spínola au poste de sous-secrétaire du ministère,. À ce poste, il est chargé, avec le ministre, du transfert de nombreuses compétences de l'État vers les communautés autonomes, notamment celui de la Santé qu'il qualifie de « transfert le plus important aux Canaries ». Il suit Saavedra lorsque celui-ci devient ministre de l'Éducation et de la Science après le remaniement du 3 juillet 1995, étant nommé sous-secrétaire du ministère le 8 juillet suivant.
Relevé de ses fonctions en mai 1996 après l'alternance politique qui voit les socialistes rejoindre l'opposition, il retrouve un poste dans l'administration canarienne. Il est proposé par le groupe parlementaire socialiste pour occuper l'un des trois sièges à pourvoir à la Cour des comptes des Canaries. Élu avec 53 voix, il officie comme conseiller auditeur de la section des entreprises publiques à partir du 3 décembre 1997,. Il renonce volontairement à ses fonctions en novembre 2000. Il obtient en août suivant le poste de chef du service des Normes, de l'Analyse et des Études au sein de la direction générale des Ressources économiques du département de la Santé et de la Consommation du gouvernement des Canaries.

### Député régional et porte-parole
Devenu vice-secrétaire général du Parti socialiste des Canaries-PSOE (PSOE Canarias) alors dirigé par le secrétaire général Juan Carlos Alemán en 2000, il postule en troisième position sur la liste conduite par celui-ci dans la circonscription de Tenerife à l'occasion des élections canariennes du 25 mai 2003,. Élu au Parlement des Canaries après que le PSOE Canarias a remporté cinq sièges sur les 15 en jeu, il est désigné porte-parole du groupe parlementaire socialiste pour toute la durée de la VIe législature. Il siège en outre à la députation permanente, à la commission générale des cabildos insulaires, à celle du Gouvernement, de la Justice et du Développement autonomique et à celle du Budget et des Finances notamment.
Il conduit la liste dans la circonscription de Tenerife lors des élections régionales du 27 mai 2007 et se trouve réélu puis confirmé dans ses responsabilités parlementaires ; le groupe se trouvant alors dans l'opposition et présidé par le candidat socialiste Juan Fernando López Aguilar. Lorsque ce dernier est élu secrétaire général du PSOE Canarias en octobre 2007, Spínola conserve ses fonctions de vice-secrétaire général du parti. Cependant, des tensions éclatent l'année suivante entre la direction régionale du parti et le groupe parlementaire socialiste après la démission de López Aguilar, consécutive à son élection comme député national. Spínola devient alors le président du groupe socialiste au Parlement des Canaries, étant remplacé par l'ancien conseiller au Travail et à la Fonction publique Blas Trujillo au poste de porte-parole en avril 2008. Ce dernier préfère se mettre en retrait en mars 2009 après des différences internes avec la direction d'Aguilar, ce qui précipite la nomination de Santiago Pérez, proche des thèses défendues par Aguilar.
Les tensions entre la moitié de la direction régionale pilotée par Aguilar et l'autre moitié représentant le secteur critique conduit par Saavedra, président du PSOE Canarias, s'accélèrent à mesure qu'approche le congrès du PSOE Canarias prévu en novembre 2008. Les critiques, après en avoir référé au vice-secrétaire fédéral José Blanco qui demande de ne plus formuler de prises de position publiques à ce sujet, avancent l'idée que l'absence de détermination du futur politique d'Aguilar est préjudiciable au sort électoral de la fédération canarienne et souhaitent son départ du poste de secrétaire général dans la mesure où il est moins présent dans l'archipel depuis son élection au Congrès. Aguilar en vient à poser un ultimatum à Spínola dans lequel il lui demande de le soutenir. Après avoir longuement médité sa décision et se considérant désavoué par Aguilar, qui rejette cette idée, Spínola démissionne en septembre 2008 de la présidence du groupe et de son poste de vice-secrétaire général mais conserve son mandat de député afin de continuer à « parier sur la même stratégie qui a conduit le PSOE Canarias à être la première force politique des Canaries et à défendre un projet reconnaissable et distinguable de ses adversaires politiques ». Il indique dans un communiqué de presse que la situation est « incompatible avec l'exercice normal des fonctions que je remplis ». Sa démission est critiquée par de nombreux dirigeants socialistes car elle rompt l'apparence d'unité du parti qui devait être préservée jusqu'au congrès de novembre. Souhaitant comprendre les raisons précises de cette démission, Aguilar affirme que « certains me rendent la vie impossible pour que je quitte les Canaries ». N'ayant pas été préalablement informé de l'intention de démissionner de Spínola, Saavedra indique de son côté que « les faits me donnent raison [lorsque j'annonçais] qu'il y avait des motifs suffisants pour parler » et que les « congrès [politiques] sont là exactement pour débattre ; le débat étant désormais assuré »,. S'il est remplacé par Manuel Marcos au sein du groupe parlementaire divisé, ses fonctions organiques demeurent vacantes en raison de la proximité du congrès régional.
En phase avec les intentions de Saavedra, Spínola se range du côté de José Miguel Pérez García, président du cabildo insulaire de Grande Canarie, lorsque celui-ci postule puis remporte le secrétariat général du PSOE Canarias en mars 2010, succédant à Aguilar,. Spínola retrouve alors les fonctions de vice-secrétaire général de la direction régionale puis de porte-parole du groupe socialiste un mois plus tard. Affirmant qu'il n'y a « pas de changement de cap ou de stratégie » de la part du PSOE Canarias, il indique que le parti mènera une « opposition contondante, dure et rigoureuse » devant le « pire gouvernement » de coalition du nationaliste Paulino Rivero, tout en proposant des solutions pour rompre avec le sentiment de « bataille permanente entre les partis politiques ».

### Conseiller du gouvernement des Canaries

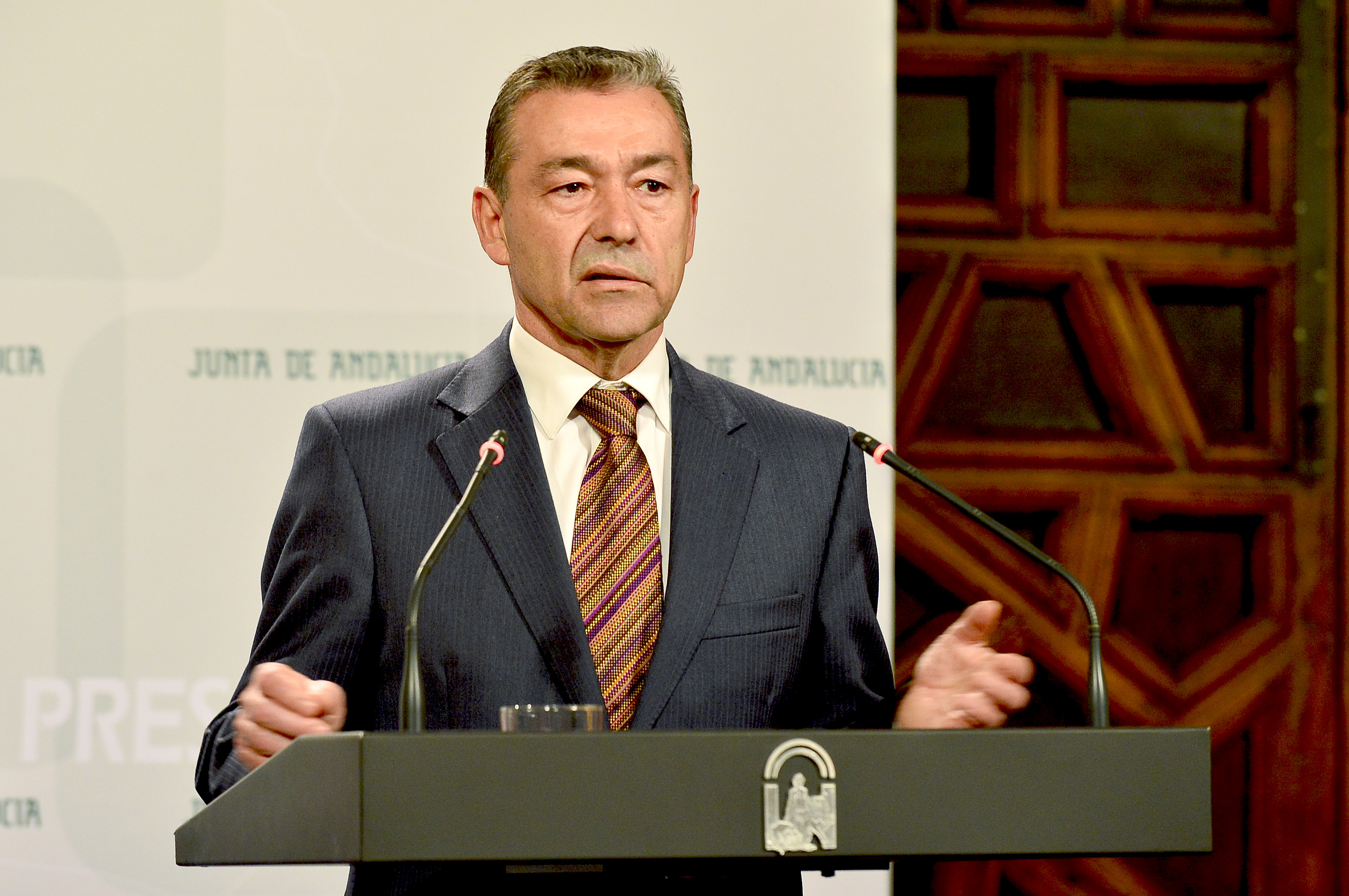
Paulino Rivero préside le gouvernement des Canaries dans lequel Spínola est responsable du département de la Présidence, de la Justice et de l'Égalité.

Il postule une nouvelle fois comme tête de liste à Tenerife lors des élections canariennes du 22 mai 2011 et indique que le PSOE Canarias est la « seule option de changement dans les îles »,. Les socialistes perdent cependant 11 mandats, dont deux à Tenerife, et arrivent en troisième position, derrière le Parti populaire (PP) et la Coalition canarienne (CC) arrivés à égalité en sièges.
Après que les socialistes ont refusé la proposition du PP de former un gouvernement conjoint renvoyant les nationalistes dans l'opposition, la direction du PSOE Canarias nomme une commission négociatrice le 30 mai, constituée de Spínola, Julio Cruz et Sebastián Franquis, dans le but de parvenir à un accord de coalition avec CC. L'accord de coalition est ratifié par les deux partis le 18 juin et Spínola annonce que les socialistes dirigeront trois des huit départements du nouvel exécutif présidé par Paulino Rivero. Le candidat socialiste José Miguel Pérez est ainsi nommé vice-président du gouvernement et Spínola devient conseiller à la Présidence, à la Justice et à l'Égalité,. Lors de sa prise de fonctions, Rivero lui demande l'adoption d'une loi de l'administration afin que les trois échelons administratifs locaux soient plus « efficaces et efficients ».
Devant la réduction des crédits apportés par l'État au budget des Canaries et dans le but d'éviter un licenciement massif ou une réduction généralisée du salaire des fonctionnaires canariens, il annonce à la fin de l'année 2012, lors de la procédure législative devant déboucher sur l'adoption du budget pour 2013, qu'une réduction du temps de travail et donc du salaire de près de 3 300 agents publics temporaires et intérimaires sera appliquée, à l'exception des professeurs, titulaires et du personnel du service public de la justice. En collaboration avec la directrice de l'Institution canarien de l'égalité Elena Máñez, il annonce en juillet 2013 la création d'un système alertant par SMS les victimes de violences de genre du changement de situation judiciaire de leur agresseur pouvant constituer une menace pour leur sécurité. Spínola soutient Pedro Sánchez au poste de secrétaire général fédéral du PSOE dans le cadre du congrès fédéral extraordinaire de 2014.
Il ne se représente pas lors du scrutin régional de mai 2015, cédant la tête de liste à Patricia Hernández Gutiérrez, candidate socialiste à la présidence du gouvernement. Membre de la commission chargée de négocier un nouvel accord de coalition avec la Coalition canarienne de Fernando Clavijo, il quitte le gouvernement après la nomination du nouvel exécutif bipartite,,.

### Député national
Dans la perspective des élections générales de décembre 2015, il est désigné chef de file d'une liste de coalition avec Nouvelles Canaries dans la circonscription de Santa Cruz de Tenerife par le comité régional du PSOE Canarias. La liste est cependant retoquée par la commission fédérale des listes et entérinée par le comité fédéral dans le but de respecter la parité des têtes de liste au niveau national et l'alternance entre les deux sexes au sein d'une même liste. Spínola est ainsi relégué à la deuxième position sur la liste conduite par Tamara Raya. Les deux sièges remportés par le parti lui permettent de faire son entrée au Congrès des députés où il est membre de la commission de la Justice, porte-parole de la commission du pacte de Tolède et deuxième vice-président de la commission des Finances et des Administrations publiques ainsi que membre suppléant de la délégation espagnole à l'Assemblée parlementaire de l'OTAN. Il plaide alors pour un accord entre le PSOE, Podemos et Ciudadanos afin de constituer un gouvernement remplaçant celui du conservateur Mariano Rajoy et souhaite également la réforme du régime économique et fiscal (REF) des îles Canaries.
Lors du scrutin législatif anticipé de juin 2016, les socialistes perdent l'un des deux mandats qu'ils détenaient au bénéfice du Parti populaire, ce qui conduit Spínola à quitter le Congrès. En novembre suivant, il refuse de conduire la direction provisoire chargée d'assurer l'intérim après la démission de José Miguel Pérez du secrétariat général du PSOE Canarias. Il retrouve son poste de fonctionnaire, comme chef du service de Procédure et d'Arbitrage du département de l'Économie, de l'Industrie, du Commerce et de la Recherche de l'exécutif régional. Cette fonction lui vaut d'être nommé président de la Junte arbitrale de la consommation des Canaries,.

### Secrétaire d'État à la Politique territoriale

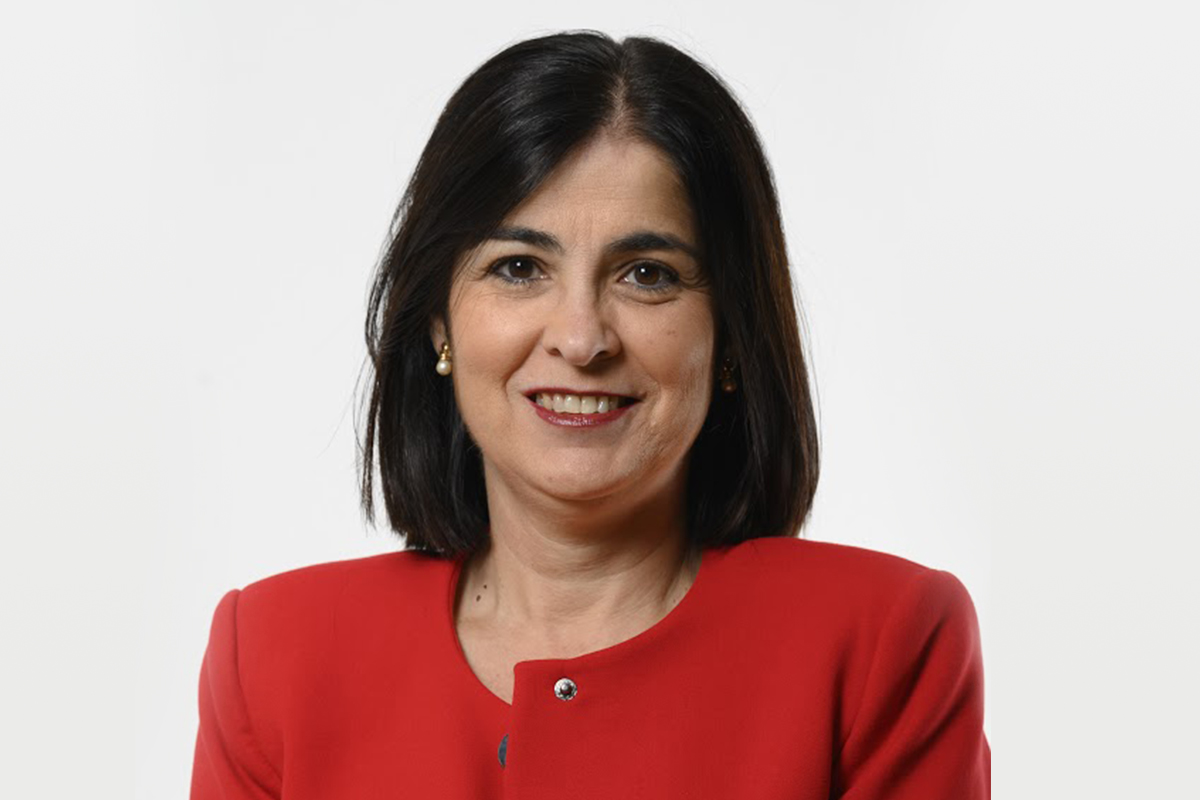
Carolina Darias nomme Spínola secrétaire d'État à la Politique territoriale en janvier 2020.

Après la formation du gouvernement de coalition entre le PSOE et Podemos présidé par Pedro Sánchez, la socialiste Carolina Darias, ancienne présidente du Parlement des Canaries et conseillère à l'Éducation, à la Recherche et à l'Emploi du gouvernement Torres, est nommée ministre de la Politique territoriale et de la Fonction publique. Celle-ci propose ensuite au conseil des ministres la nomination de Francisco Hernández Spínola au poste de secrétaire d'État à la Fonction publique, puis de secrétaire d'État à la Politique territoriale et à la Fonction publique. Confirmé, Spínola prend ses fonctions le 22 janvier 2020 et montre sa volonté de moderniser l'administration centrale. Il indique vouloir remplir ses missions dans le « dialogue, l'entente, la recherche d'accords et le travail pour avancer dans la modernisation des administrations ». Il souligne également sa satisfaction de voir plusieurs Canariens occuper des responsabilités importantes.
À ce poste, il se déclare favorable « dès lors que la Constitution et les statuts d'autonomie sont respectés » à la poursuite des transferts de compétences de l'État vers les communautés autonomes. Il prône le dialogue et la coopération entre les administrations centrale et régionales afin de parvenir à des compromis évitant la saisine du juge en cas de litige de compétences entre ces deux échelons. Il souligne enfin la réunion de 17 conférences des présidents, de 130 conférences sectorielles et de deux conférences sur les relations avec l'Union européenne tout au long de l'année 2020.

### Sous-secrétaire à la Santé
Lorsque Carolina Darias remplace Salvador Illa en tant que ministre de la Santé en janvier 2021, elle nomme Spínola sous-secrétaire du ministère de la Santé, un poste ayant connu une importante activité de production normative en raison de la pandémie de Covid-19,. Spínola complète ainsi l'organigramme du ministère aux côtés de la secrétaire d'État à la Santé Silvia Calzón.
Il est relevé de ses responsabilités administratives le 29 décembre 2021, après 38 ans de services. Il est remplacé par Dionisia Manteca qui a déjà exercé des responsabilités du même type au ministère de la Politique territoriale et de la Fonction publique jusqu'en février précédent,,.